# Louis Bédard
Pour les articles homonymes, voir Bédard.
Louis Bédard, né le 9 juin 1924 à Montréal, mort le 21 mars 1991 à Saint-Lambert est un réalisateur québécois.
Il a œuvré à la Télévision de Radio-Canada d'octobre 1952 à juillet 1985. Il a réalisé des téléthéâtres ainsi que certaines séries hebdomadaires qui sont devenues parmi les plus populaires de l'époque, par exemple la série Rue des Pignons.

## Biographie
Études primaires à Ottawa. Cours classique au collège Séraphique des Capucins d'Ottawa et au Collège St-Alexandre de Limbour. Travaille à la construction de la route de l'Alaska en 1942. Deux ans de philosophie à l'Université d'Ottawa.
Journaliste à Malartic et à Sudbury.
Critique de théâtre et de cinéma au journal Le Droit d'Ottawa.
Au théâtre, participe à la troupe "Les Compagnons de St-Laurent" en 1946-1947.
Cofondateur et metteur en scène du "Théâtre du Pont-Neuf" à Ottawa (1951) et fondateur du "Théâtre des Deux-Rives" à Beloeil 1965.
Chargé de publicité à "Québec Productions" à Saint-Hyacinthe.
Il était le frère du claveciniste et facteur de clavecins Hubert Bédard.
Il a épousé Suzanne Charbonneau, cousine de Joseph Charbonneau, archevêque de Montréal.

## Filmographie
- 1952 : Le Grenier aux images (série télévisée)
- 1955 : Les mercredis de M. de La Fontaine (série télévisée)
- 1955 : Taille-fer (série télévisée)
- 1956 : Kimo (série télévisée)
- 1957 : Opération-mystère (série télévisée)
- 1958 : Joindre les deux bouts (série télévisée)
- 1958 : La Pension Velder (série télévisée)
- 1962 : La Balsamine (série télévisée)
- 1963 : De 9 à 5 (série télévisée)
- 1966 : Rue des Pignons (série télévisée)
- 1968 : Le Paradis terrestre (série télévisée)
- 1973 : Les Forges de Saint-Maurice (série télévisée)
- 1975 : Rosa (série télévisée)
- 1976 : Quinze ans plus tard (série télévisée)
- 1977 : À cause de mon oncle (série télévisée)
- 1979 : Caroline (série télévisée)
- 1980 : Boogie-woogie 47 (série télévisée)
- 1984 : Terre humaine (série télévisée)
- 1984 : Monsieur le ministre (série télévisée)

## Récompenses et distinctions
- Trophée Frigon 1956

## À noter
- Il participe de décembre 1958[1] à mars 1959 à la célèbre grève des réalisateurs de Radio-Canada[2].